# Arabisch-Israëlische Oorlog van 1948

Oorlogstoneel in mei / juni 1948

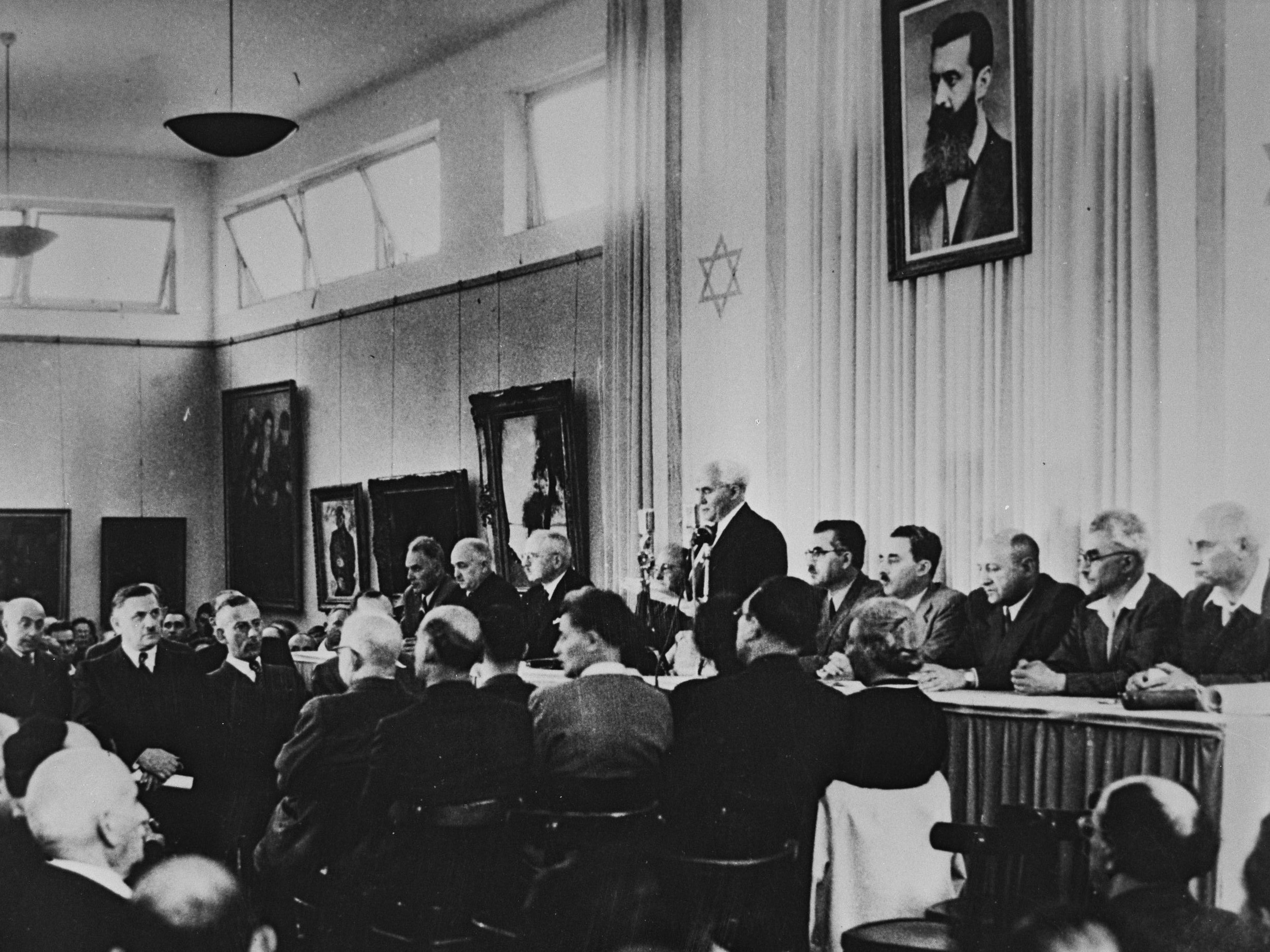
David Ben Goerion leest de Onafhankelijkheidsverklaring voor, 14 mei 1948

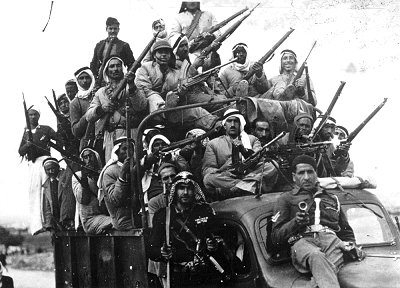
Vrijwillige Arabische strijders

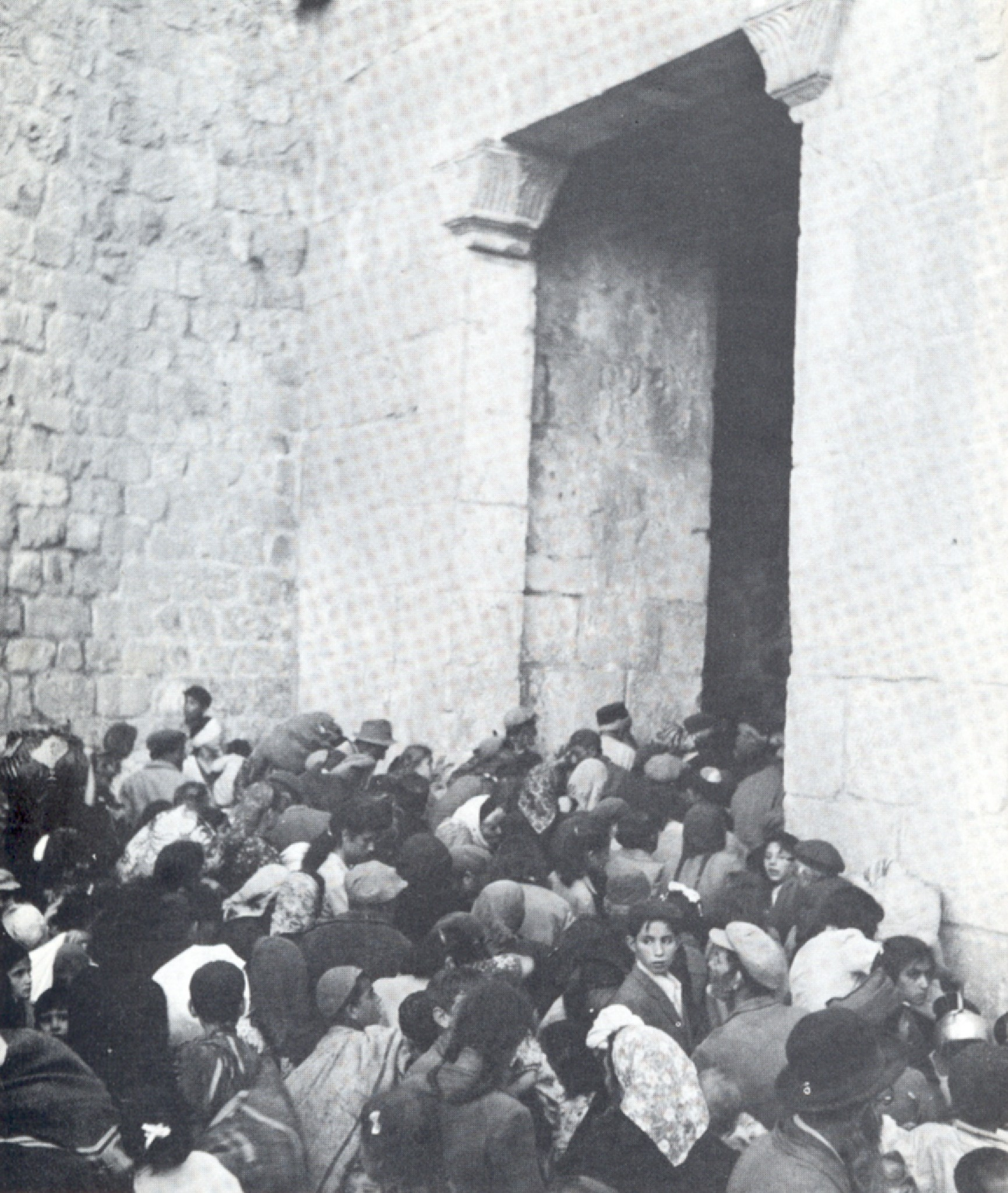
Joodse bewoners evacueren de oude stad van Jeruzalem via de Poort van Zion

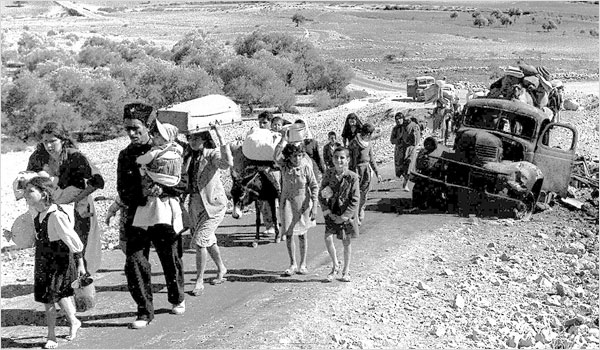
Palestijnse vluchtelingen

De Arabisch-Israëlische Oorlog van 1948 (Arabisch: النكبة al-Nakba, "De Ramp"; Hebreeuws: מלחמת העצמאות, Milchemet Ha'atzma'oet, "De Onafhankelijkheidsoorlog") tekende zich af in 1947 als een burgeroorlog tussen Arabische en Joodse inwoners van het toenmalige Britse mandaatgebied Palestina. In november 1947 had de Algemene Vergadering van de Verenigde Naties in meerderheid in resolutie 181 besloten dat, na beëindiging van het Britse mandaat over Palestina, het Mandaatgebied Palestina verdeeld zou worden in een onafhankelijke Joodse en een onafhankelijke Arabische staat. Deze resolutie werd gesteund door de zionistische leiders, maar afgewezen door de Arabische leiders. Kort voordat de Britten zich op 15 mei 1948 uit het Mandaatgebied Palestina terugtrokken, riepen de Joodse leiders onder leiding van David Ben-Gurion de onafhankelijke staat Israël uit, waarop de strijd zich voortzette als een conventionele oorlog tussen deze nieuwe staat en de omliggende Arabische landen.

## Voorgeschiedenis
Het zionisme ontstond als reactie op enerzijds de voortdurende vervolgingen waaraan Joden in met name Oost-Europa blootstonden, en anderzijds uit angst voor het verdwijnen van de Joodse cultuur, doordat steeds meer Joden wilden assimileren. Dit zionisme was sterk geïnspireerd door Europees nationalisme en kreeg een sterke impuls door de Holocaust tijdens nazi-Duitsland, de Duitse bezetting van een groot deel van Europa, waarbij speciale Duitse eenheden op Joden joegen. Dit versterkte het verlangen van Joden naar een 'veilige' thuishaven, waarbij gedacht werd aan het gebied van het voormalige Kanaän waar de wortels van het jodendom liggen. Na de dood van Salomo was daar rond 930 v.Chr. het Koninkrijk Juda en ook het Koninkrijk Israël opgericht. Beide koninkrijken vielen in 722 v.Chr. toen het Assyrische Rijk het gebied annexeerde.

### Palestina
Vanaf 1516 was Palestina onderdeel van het uitgestrekte Ottomaanse Rijk. In 1878 woonden er bijna een half miljoen mensen, waarvan volgens de Ottomaanse demografie in de districten Jeruzalem, Nablus en Acre maar drie procent Joods was. Tot het uitbreken van de Eerste Wereldoorlog zouden onder invloed van het zionisme meer dan 60.000 Joden zich in Palestina vestigen De Arabische bevolking in Palestina zou deze Joodse immigratie met lede ogen aan hebben gekeken. Tegenmaatregelen van de kant van de regering in Istanbul tegen deze zionistische immigratie bleven beperkt, ondanks herhaalde oproepen hiertoe door Arabische notabelen uit de regio Palestina. Volgens de door de Britse autoriteiten uitgevoerde volkstellingen in 1946 waren in sommige steden, waaronder Jeruzalem, Tel Aviv en Haifa, de Joden intussen in de meerderheid.

#### Mandaatgebied Palestina
Tijdens de Eerste Wereldoorlog streed het Verenigd Koninkrijk in het Midden-Oosten tegen het Ottomaanse Rijk. De Britten deden drie verschillende beloftes aangaande het te veroveren grondgebied:
- In de correspondentie Hoessein-McMahon (1915-1916) werd Hoessein ibn Ali, de Sjarif van Mekka, onafhankelijkheid toegezegd voor de Arabieren (met uitzondering van Palestina ten westen van de Jordaan volgens Churchill White paper) in ruil voor Arabische steun in de strijd tegen de Turken.
- In het geheime verdrag Sykes-Picot (mei 1916) kwam het Verenigd Koninkrijk met zijn bondgenoten Frankrijk en Rusland overeen om na de beoogde val van het Ottomaanse rijk het gebied onderling te verdelen.
- In de Balfour-verklaring (1917) werd de Zionistische Wereldorganisatie (World Zionist Organization) steun toegezegd bij het vestigen van een Joods nationaal tehuis in Palestina. Ezer Weizman had in 1901 een Joods Nationaal Fonds opgericht met als doel om zoveel mogelijk land in Palestina op te kopen.

Na de Ottomaanse nederlaag deelde de Volkenbond het Ottomaans Arabië op in verschillende gebieden en verdeelde het mandaat daarover tussen het Verenigd Koninkrijk en Frankrijk. Het mandaat hield in dat de bevolking van elk afzonderlijk mandaatgebied geleidelijk aan zou worden voorbereid tot zelfstandigheid. In het mandaat over het gebied bekend als het Brits mandaat Palestina, dat aan de Britten werd toegekend, was ook bepaald dat de mandaatvoogd de vestiging van een Joods nationaal tehuis in het gebied zou bewerkstelligen, met inachtneming van bestaande rechten van de inheemse bevolking.
Hiermee nam de Volkenbond het Sykes-Picotverdrag en de Balfour-verklaring in acht en negeerde de wensen van de Arabische bevolking die zich sterk had uitgesproken tegen de Balfour-verklaring en aansluiting zocht bij Syrië. Dit baande de weg voor de zionisten om onder bescherming van de Britten de immigratie naar het Brits mandaat Palestina te propageren en land te kopen.
Vanaf 1944 was Walter Guinness (Lord Moyne) ambassadeur (Resident Minister of State) in Caïro (Egypte), met toezicht over Perzië, het Midden-Oosten inclusief het Britse Mandaatgebied Palestina, en Afrika. Guinness meende dat Arabieren en Joden met elkaar in mandaatgebied Palestina moesten samenleven en voelde niets voor een Joods regime in dat gebied zoals de zionisten voor ogen stond. Op 6 november 1944 werden hij en zijn chauffeur door de Lechi-leden Eliahu Hakim en Eliahu Bet-Zuri in Caïro vermoord.
David Ben Gurion, die in 1946 Weizman opgevolgd was als president van de Zionistische Wereldorganisatie was begonnen met eventuele plannen om het Brits mandaat Palestina over te nemen zodra de Britten weg waren. In 1942 tijdens de Biltmoreconferentie, dat voor vestiging van Joden in héél het Brits mandaat Palestina had gekozen, had hij het plan geopperd twee miljoen Joden naar het Brits mandaat Palestina te doen emigreren. Men maakte er één miljoen van. Vanaf dat moment was zijn ster gaan rijzen.
De Egyptenaar Abdul Rahman Hassan Azzam was sinds 1945 de eerste secretaris-generaal van de Arabische Liga.

#### Verdeling

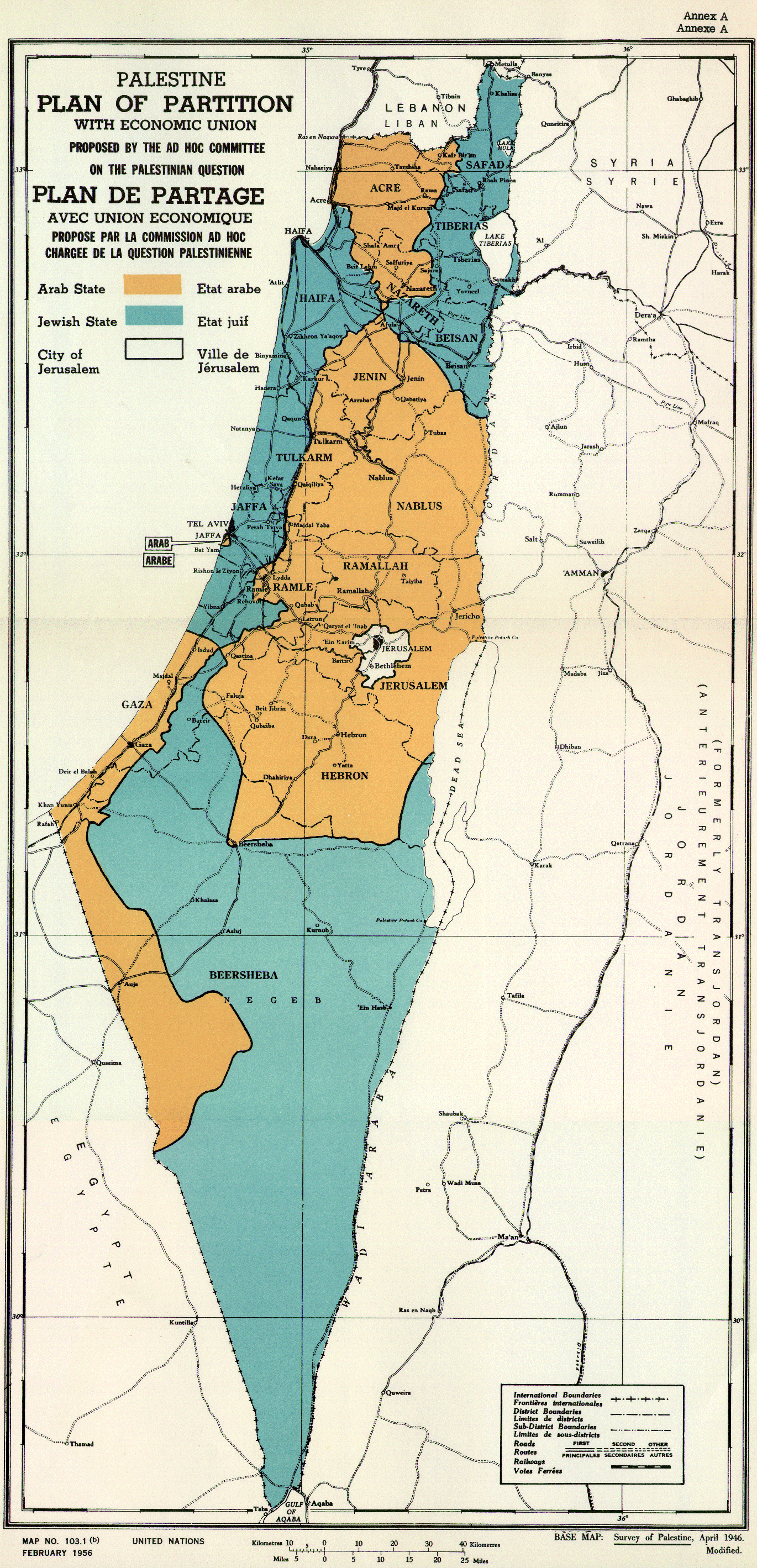
Geplande verdeling

De zionistische beweging ijverde al tientallen jaren voor de vorming van een Joodse staat in het voormalige Kanaän vanwege de oorsprong van het Jodendom en de daartoe behorende heilige plekken. Zij behaalde het succes dat op 3 september 1947 de UNSCOP (Bijzondere Commissie voor het Brits mandaat Palestina van de Verenigde Naties) een voorstel indiende volgens welk na het beëindigen van het Britse mandaat Palestina, dit gebied verdeeld zou worden. Dit plan voorzag in de opdeling van het grondgebied in een Arabische staat, een Joodse staat en een internationaal bestuurd gebied rondom Jeruzalem. Hierbij werd ruim 56% van het grondgebied toegekend aan de inmiddels 650.000 Joden in het Britse mandaat Palestina, en ruim 42% bleef aan de 1,3 miljoen Arabieren. De lokale leiders wezen het plan verontwaardigd af, zij waren tegen een tweestatenoplossing en wilden van het Britse mandaat Palestina een democratische eenheidsstaat maken. De zionistische beweging daarentegen omhelsde het voorstel, hoewel een van hun doelstellingen, het bezit van Jeruzalem (Al-Qoeds voor de Arabieren), niet gehaald werd.
Op 29 november 1947 beval de Algemene Vergadering van de Verenigde Naties in resolutie 181 het verdelingsplan aan. Dit werd door de zionistische beweging gevierd als een historische overwinning. Door de lokale Arabische bevolking en door de Arabische staten daarentegen werd het als rampzalig beleefd dat het grootste deel van het Britse mandaat Palestina aan de zionisten toegewezen zou worden. De Arabische Liga had iedere verdeling van het mandaatgebied afgewezen en had al in 1946 de onafhankelijkheid van het Britse mandaat Palestina als eenheidsstaat geëist. In september 1947 had de Arabische Liga de lokale Arabische bevolking opgeroepen in opstand te komen tegen een mogelijke verdeling van het land en had ze de Arabische bevolking steun toegezegd in manschappen, financiën en materieel voor het geval de Verenigde Naties tot een verdeling zouden besluiten.

##### Citaten
Eind september 1947 ontmoette de jihadist Azzam twee personen van de zionistische lobby. Volgens een van hen zou hij gezegd hebben: We zullen trachten jullie te verslaan.
Op 24 november 1947 waarschuwde de Egyptische vertegenwoordiger bij de VN, Mohammad Husein Haykal, dat als de VN "een deel van het Britse mandaat Palestina zouden amputeren om een Joodse staat te vormen" dit tot bloedvergieten zou leiden, en dat dit bloedvergieten niet tot het Britse mandaat Palestina beperkt zou blijven. Hij verklaarde dat in de Arabische landen Joden en Arabieren tot dan toe steeds vreedzaam samenleefden (wat overigens onjuist is aangezien er ook in andere Arabische landen pogroms van moslims tegen Joden hebben plaatsgevonden), maar dat als er in het Britse mandaat Palestina Arabisch bloed vergoten zou worden, dit onvermijdelijk elders in de Arabische wereld tot vergelding tegen Joden zou leiden.
Azzam zou de kracht van de Arabische legers sterker hebben ingeschat dan die van het zionistische leger. De Britse diplomaat Alec Kirkbride schreef over een gesprek dat hij op 15 mei 1948 had met Azzam, die erg onzeker was:

Toen ik hem vroeg naar zijn schatting van de omvang van de Joodse strijdkrachten, wuifde hij met zijn handen en zei: 'Het doet er niet toe hoeveel er zijn, we zullen ze de zee in vegen.

## Eerste fase
Direct na het aannemen van resolutie 181 was de Arabische bevolking van het Britse mandaat Palestina in groten getale de straat opgegaan om ertegen te protesteren, waarbij Joodse bussen en winkels en een synagoge werden vernield. Geschat wordt dat hierbij 200 doden vielen en een veelvoud aan gewonden aan beide zijden. De Arabieren legden met gerichte aanvallen het verkeer in het Britse mandaat Palestina grotendeels lam. De verspreid liggende Joodse landbouwnederzettingen werden door de Hagana, die ook vergeldingsaanvallen uitvoerde, verdedigd. De stad Jeruzalem, waarin een zesde deel van de Joden in het Britse mandaat Palestina woonde, werd grotendeels van de buitenwereld afgesneden en was alleen met gewapende konvooien bereikbaar. De voedselsituatie in Jeruzalem werd nijpend. De Joodse paramilitaire terreurgroepen Lechi en Irgun/Etsel voerden grote bomaanslagen uit in Tel Aviv, Jaffa, Haifa en Jeruzalem waarbij honderden slachtoffers vielen.
Volgens de historicus Ilan Pappe "begonnen de etnische zuiveringen begin december 1947 met een serie joodse vergeldingsaanvallen op lokale dorpen en buurten. Deze aanvallen waren weliswaar sporadisch maar zwaar genoeg om een uittocht te veroorzaken van bijna 75.000 van de lokale Arabische bevolking.
Het totale aantal doden tot januari 1948 was ongeveer 1.000 en 2.000 gewonden aan beide zijden. Deze aantallen verdubbelden rond maart. 
In maart 1948 begon de Hagana, de voorloper van het Israëlische defensieleger met de uitvoering van Plan D, het Plan-Dalet dat voorzag in het verdedigen van de grenzen van de nieuw te vormen Joodse staat, en ook in het veroveren van grondgebied buiten het gebied dat in het verdelingsplan van Resolutie 181 toegewezen was aan de te vormen Joodse staat. Doel was ook om de wegen en de verbinding tussen Tel Aviv en Jeruzalem veilig te stellen en te herstellen. In april 1948 was een grote Tsjechoslowaakse wapenleverantie aangekomen voor de Hagana, waardoor deze het initiatief naar zich toe kon trekken.
In januari 1948 kwam een samengesteld Arabisch vrijwilligersleger uit omringende landen de lokale Arabische bevolking te hulp, waarna de Joodse leiding openlijk overging van vergeldingsacties tot gedwongen uitzettingen.
Op 13 april 1948 vond een aanval door Arabische milities plaats op een konvooi van 10 voertuigen, met voornamelijk Joodse artsen, verpleegsters en leraren op weg naar het Hadassah Ziekenhuis, in de campus van de Hebreeuwse Universiteit op de Scopusberg in Jeruzalem. De Britten weigerden tussenbeide te komen en de Palmach, de gewapende tak van de Hagana, kon  het konvooi niet beschermen. Na 6 tot 7 uur kwamen de Britten alsnog tussenbeide. In totaal kwamen tijdens deze actie 77 Joden om door wapenvuur of zij verbrandden toen hun voertuigen in brand werden gestoken. De Amerikaanse consul in Jeruzalem, Thomas C. Wasson, werd op 23 mei 1948 doodgeschoten in West-Jeruzalem dat zich onder Joodse controle bevond. Hij zou geschreven hebben over grote hoeveelheden munitie en wapens in het ziekenhuis. Het is onduidelijk of de moord door Arabieren of door Joden is gepleegd.
In de fase voor 15 mei 1948 vochten ongeveer 10.000 Arabieren, waaronder 3000 tot 5000 van buiten het Britse mandaat Palestina, tegen 30.000 tot 50.000 Joden. Volgens Benny Morris hadden de Joden extra voordeel vanwege hun betere organisatie. In april en mei voerde de Hagana offensieven op brigade-niveau uit. Rond half mei waren de lokale Arabieren en hun buitenlandse hulptroepen 'grondig verslagen'. Een dag voor de Israëlische onafhankelijkheidsverklaring werd in Kfar Etzion, dat in het Verdelingsplan Arabisch zou blijven, een bloedbad aangericht. Meer dan 100 Joden werden vermoord door leden van het Arabisch Legioen aangevuld met lokale strijders.

## Fase vanaf 14 mei
In de nacht vóór 15 mei 1948, de dag waarop de Britse troepen het mandaatgebied zouden verlaten, riepen de Joodse leiders onder leiding van Ben-Gurion (die vervolgens de eerste premier van Israël werd) de onafhankelijke staat Israël uit. Daarop vielen Arabische landen het Britse mandaat Palestina binnen. In de voorafgaande maanden was al een derde van de lokale bevolking op de vlucht geslagen/verjaagd, ondanks het feit dat de Britten nog officieel verantwoordelijk waren voor de ordehandhaving en het beschermen van de bevolking. Wegens verbondenheid met het lot van de lokale bevolking en uit verzet tegen de aanwezigheid van een Joodse staat in het Midden-Oosten kozen de leiders van de nieuwe Arabische staten ervoor reguliere legers in te zetten, hoewel ze tot de laatste dag van het mandaat tevergeefs wachtten op een reactie van de Britse troepen op het escalerende geweld.
Onbekend bij de andere Arabische leiders was, dat koning Abdoellah I van Jordanië een geheime overeenkomst met de Joodse leiders had gesloten om het Britse mandaat Palestina onderling te verdelen in ruil voor steun aan de geplande opdeling van het Britse mandaat Palestina. Hierdoor zou het Jordaanse leger vrijwel zonder slag of stoot het gehele gebied hebben kunnen bezetten dat later bekend zou staan als de Westelijke Jordaanoever. Aangezien de Joodse leiding en koning Abdoellah beiden aanspraak maakten op Jeruzalem dat volgens Resolutie 181 Algemene Vergadering Verenigde Naties een internationaal bestuurd gebied zou worden, werd de status van de stad buiten deze overeenkomst gehouden.
In mei was in Al-Tantoera door de Hagana-troepen onder de lokale Arabische bevolking een bloedbad aangericht. Daarna werden volgens getuigen nog zeker 200-230 Arabische mannen vermoord
In de nacht van 22 op 23 mei 1948 vielen troepen van de Alexandroni Brigade Al-Tantoera aan. De gevangengenomen dorpelingen werden naar het strand gedreven waar de mannen werden gescheiden van de vrouwen, kinderen en bejaarden, die daarna afgevoerd werden naar het nabijgelegen Arabische dorp Al-Foeraydis. Mannen tussen de 13 en 30 jaar werden teruggevoerd naar Al-Tantoera en doodgeschoten.
Op 18 mei 1948 bezetten Joodse strijdkrachten Acre en verdreven ten tweeden male de Arabische vluchtelingen afkomstig uit Haifa.
Op 19 mei viel het Arabische Legioen Jeruzalem binnen waar de Hagana, het Israëlische leger, het westelijke deel had veroverd en in hevige strijd verwikkeld was met de Arabische bevolking. De lokalen/Arabieren behielden het oostelijke deel waarin de Oude Stad (Jeruzalem) gelegen was.
Iraakse troepen, die meevochten aan Jordaanse zijde, slaagden erin een Israëlische aanval op de stad Jenin af te slaan. 10.000 Egyptische troepen trokken de Negev in en veroverden een aantal geïsoleerde Joodse nederzettingen. Syrische en Libanese troepen trokken de grenzen met het Britse mandaat Palestina over, maar stuitten weldra op zware tegenstand van de Joodse nederzettingen nabij de grens.
Op 20 mei 1948 besloten de Verenigde Naties het beleid ten aanzien van het Britse mandaat Palestina te herzien en stelden de Zweedse graaf Folke Bernadotte aan als bemiddelaar, met de opdracht een alternatief aan te bevelen voor resolutie 181. De Veiligheidsraad riep op tot een wapenstilstand en stelde een wapenembargo in. Het gebrek aan wapens en munitie trof beide partijen, maar tijdens deze gevechtspauze importeerde Israël clandestien grote hoeveelheden zwaar geschut uit Tsjecho-Slowakije. Pas op 10 juni werd gehoor gegeven aan de wapenstilstand.

### Operation Dani
Op 8 juli 1948 werd de strijd weer voortgezet en startte Israël "Operation Dani" (ook Operation Danny genoemd). Operation Dani was een militaire operatie onder leiding van Yigal Allon en zijn plaatsvervanger Yitzhak Rabin. De operatie was zorgvuldig voorbereid tijdens de wapenstilstand en werd tegelijk gestart met "Operation Dekel" in het noorden van het Britse mandaat Palestina en (de mislukte) "Operation Kedem", zuidelijk van Jeruzalem.
Operation Danny was bedoeld om een aanvoerroute van Tel Aviv naar Jeruzalem te forceren, om daar de belegering door Arabische milities te doorbreken en het tussenliggende gebied te "zuiveren". Het eerste doel was de verovering van Lydda en Ramleh. In Lydda werd een bloedbad aangericht, de stad werd geplunderd en gehele Arabische bevolking verdreven. Ook Ramleh werd ontvolkt. Op 12 juli tekende Yitzhak Rabin het bevel om de bevolking van zowel Lydda als Ramleh te verdrijven.
Tijdens de operatie werd een lange reeks Arabische dorpen systematisch veroverd, hun bevolking verdreven en de huizen vervolgens vernietigd. Ook bij Operation Dekel werd de bevolking systematisch uit tal van dorpen verdreven en een groot aantal dorpen verwoest.
De Joodse troepen veroverden het hele vroegere mandaatgebied, op de Westelijke Jordaanoever en de Gazastrook na. Daarmee kreeg de nieuwe Joodse staat 78 procent van het Britse mandaat Palestina in handen.

## Einde en nawerking
Op 16 september overhandigde Bernadotte de conclusies over zijn bemiddelingspogingen aan de Secretaris-generaal van de Verenigde Naties. De belangrijkste punten hierin waren: het Verdelingsplan, zoals dat in november 1947 was uitgewerkt en het recht op terugkeer van de lokale Arabische vluchtelingen.
Op 17 september 1948 werd Graaf Folke Bernadotte vermoord door de Lechi (of Sterngroep), een Joodse terreurgroep. Deze aanslag was goedgekeurd door de drie Lechi-leiders Yitzhak Shamir (later minister-president van Israël), Natan Yellin-Mor en Israel Eldad.
Begin 1949 werden op het eiland Rodos wapenstilstanden gesloten, niet via een multilaterale overeenkomst, doch via aparte, bilaterale overeenkomsten met Egypte, Libanon, Jordanië en Syrië. Irak weigerde een staakt-het-vuren te ondertekenen en verliet de veroverde Britse mandaat Palestina gebieden in het voordeel van Jordanië.
Voor de staat Israël betekende dit dat deze een groter en minder onregelmatig gevormd gebied kreeg dan in 1947 was vastgesteld, maar voor de lokale bevolking was de uitkomst desastreus. De overgebleven delen van het Britse mandaat Palestina waren bezet en later geannexeerd door Jordanië (de Westelijke Jordaanoever inclusief Oost-Jeruzalem) of door Egypte (de Gazastrook).
Het verlies van hun land wordt door de lokale bevolking al-Nakba ('de catastrofe') genoemd.

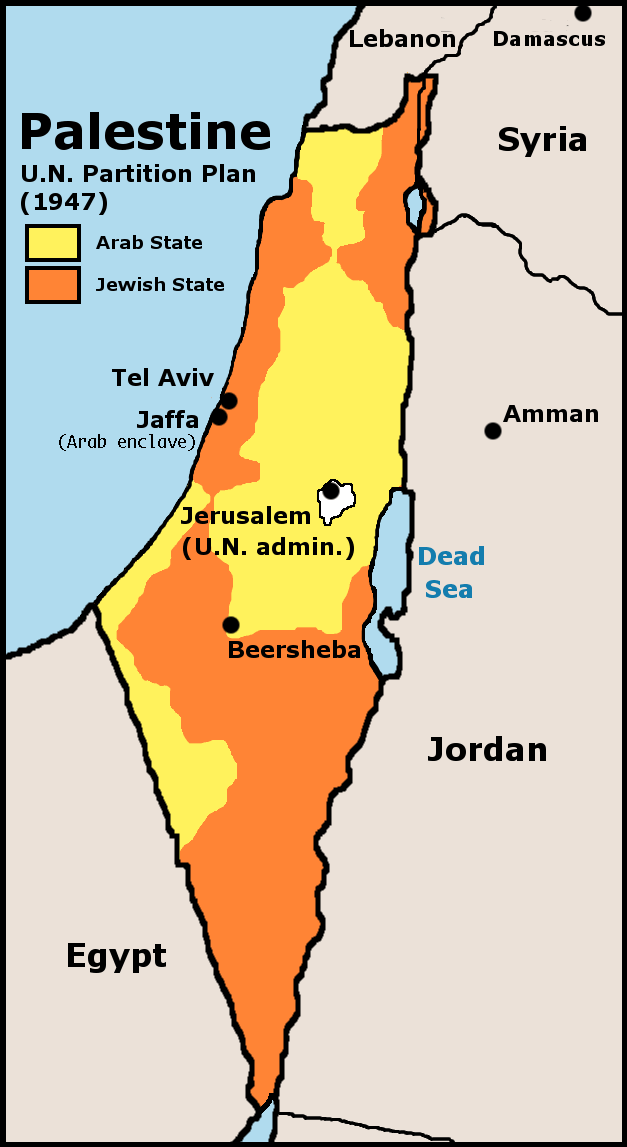
Kaart VN verdelingsplan eind 1947
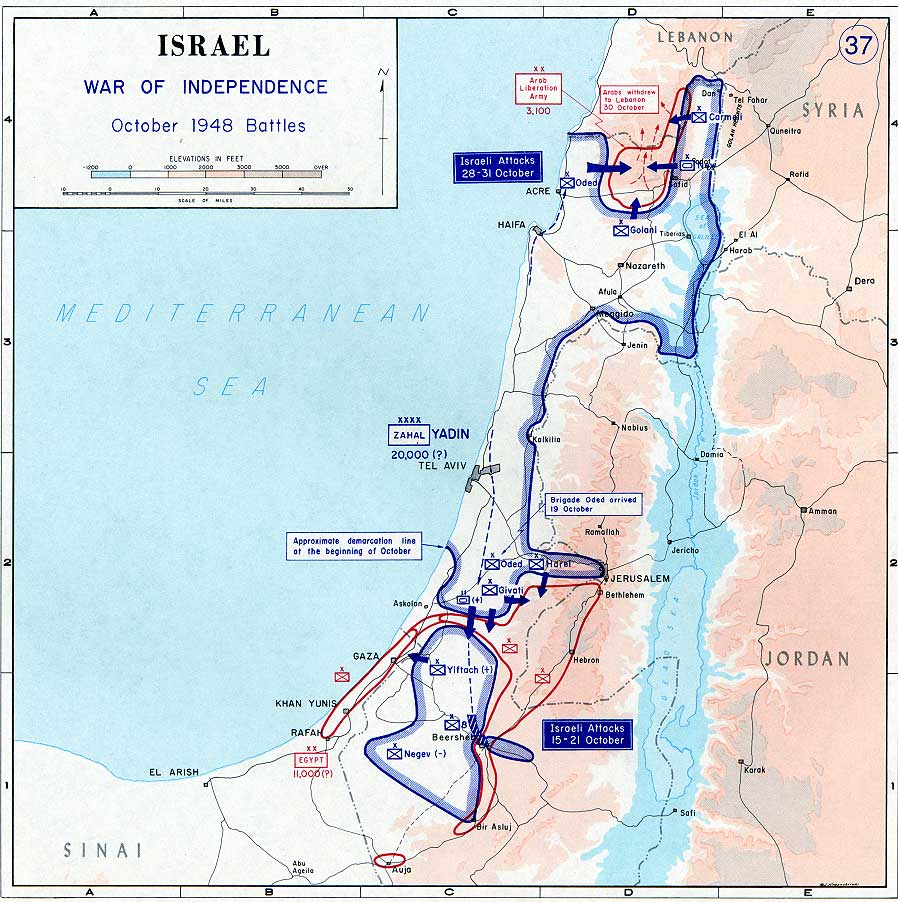
Situatie in oktober 1948
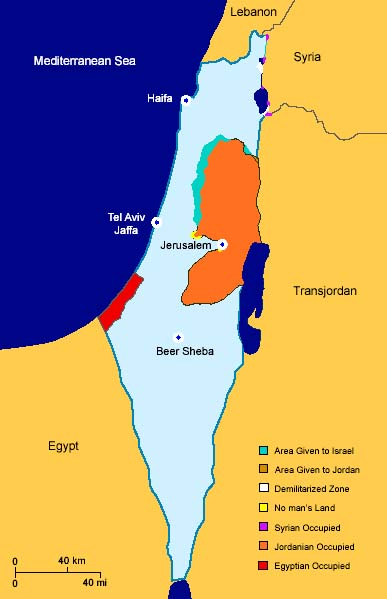
Israël na het einde van oorlog in 1949

### Vluchtelingen
Het conflict leidde volgens de VN tot een vluchtelingenstroom van 711.000 personen van de lokale Arabische bevolking, die alles moest achterlaten. Meer dan 500 dorpen werden verwoest, op grond van het Plan Dalet. Volgens een andere beschrijving zouden 400  dorpen ontvolkt zijn. Volgens de beschrijving van de Israëlische historicus Benny Morris werd de terugkeer van vluchtelingen ondanks diverse voorstellen, en de tussenkomst van Folke Bernadotte om een substantieel aantal vluchtelingen terug te laten keren, door de Israëlische politieke en militaire leiders onmogelijk gemaakt.
Vanaf 1948 tot eind jaren 70 vluchtte of migreerde het merendeel van de 856.000 Joden in de Arabische wereld als gevolg van deze oorlog, meestal onder achterlating van al hun bezittingen. Ongeveer 400.000 van hen kwamen tussen 1948 en 1951 in Israël aan en maakten 56% uit van het totaal aantal immigranten in de nieuw gevormde staat. In 1972 waren 586.000 van hen in Israël opgevangen. De overigen waren naar Amerika en Europa (met name Frankrijk) gegaan.

### Biologische oorlogsvoering
In oktober 2022 brachten de historici Benny Morris en Benjamin Z. Kedar (winnaar van de 'Israel Prize'), na uitgebreid archiefonderzoek, officiële documenten van de 'Cast thy Bread'-operatie aan het licht. Uit het dagboek van april 1948 van David Ben Goerion bleek dat het Israëlische leger in de oorlog van 1948 in het geheim biologische oorlogsmiddelen had gebruikt, waarmee de bronnen in Arabische dorpen vergiftigd werden.